# Kanał Windawski
Kanał Windawski (ros. Виндавский канал, lit. Ventos perkasas) – droga wodna mająca łączyć rzeki Dubisę i Windawę, znajdująca się w okolicach miejscowości Bubie na Żmudzi i zbudowana w latach 1825–1830.
Pierwotnie miał być przedłużeniem Kanału Augustowskiego, który łączył Niemen z Wisłą. Dzięki Kanałowi Windawskiemu towary z Królestwa Polskiego miały opuszczać granice Polski, przez Rosję z pominięciem Prus, przez niezamarzający port w Windawie. Prace nad budową obiektu przerwało powstanie listopadowe, później budowy nie kontynuowano ze względów finansowych.
Kanał liczy 32 km długości. Obecnie jego koryto jest zarośnięte, widoczne są ślady niewykończonych śluz.